# 9392 Cavaillon
9392 Cavaillon (1994 PK7) là một tiểu hành tinh vành đai chính được phát hiện ngày 10 tháng 8 năm 1994 bởi E. W. Elst ở Đài thiên văn Nam Âu.